# 中國城站 (莫斯科地鐵)
中国城站（羅馬化：Kitay-gorod），或音译为基泰哥罗德站，是俄羅斯莫斯科地鐵的一個車站，位於莫斯科的市中心，以中国城命名。中国城站是一個跨月台轉車站，在這裡可乘坐卡盧加－里加線或塔甘卡－紅普列斯尼亞線的列車。